# Exposición Nacional de Minería (1883)

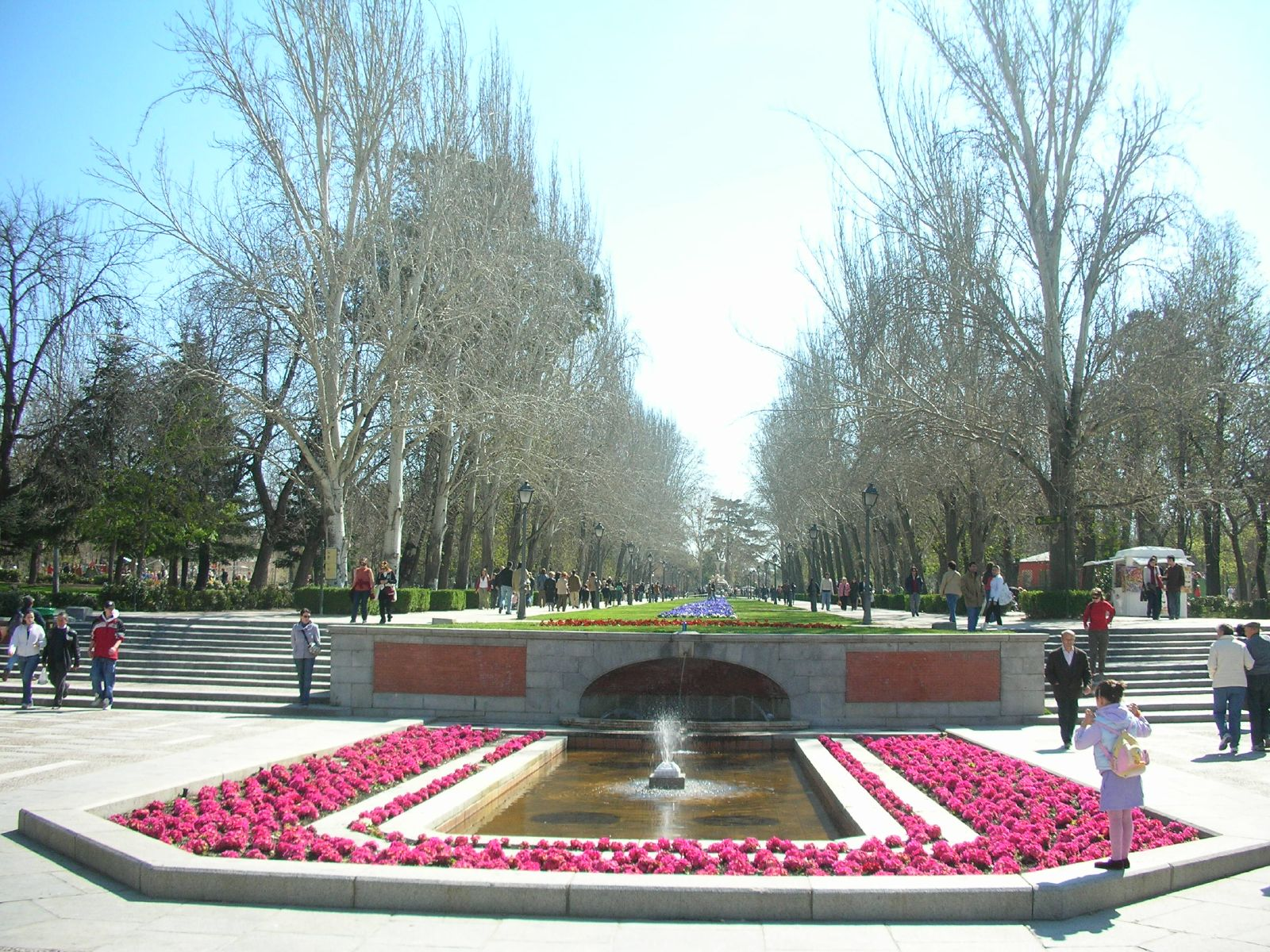
Vista del Parque del Retiro, lugar de celebración de la Exposición Nacional de Minería de 1883.

La Exposición Nacional de Minería, Artes Metalúrgicas, Cerámica, Cristalería y Aguas Minerales de 1883 tuvo lugar en la ciudad española de Madrid. La exposición fue ubicada en el Parque del Buen Retiro, y estuvo abierta entre los meses de mayo y noviembre de 1883. Destaca su importancia por tratarse de la primera exposición de esta temática que se llevó a cabo en España.
La inauguración oficial estaba prevista para el 1 de abril de 1883, pero a causa de los temporales que retrasaron las obras, tuvo que aplazarse para el 27 de mayo del mismo año. Fue presidida por el rey Alfonso XII de España y su esposa, la reina María Cristina de Habsburgo; participó también en ella el rey de Portugal, Luis I el Popular.
La exposición contó con un recinto de 9.000 metros de superficie, y a ella acudieron ocho países diferentes, entre los que se encontraron Alemania, Francia, Suecia, Noruega, España y Portugal. La mayor parte de las instalaciones construidas para el certamen fueron derribadas al terminar la exposición, a excepción del Pabellón Real, que fue derruido en el siglo XX, y el Palacio de Velázquez, una obra del arquitecto Ricardo Velázquez Bosco, que sirvió de pabellón central de la exposición y es el único edificio que se conserva en la actualidad.

## Impulsores de la exposición
La idea de organizar el certamen surgió en 1880 por parte de la prensa española, fue impulsada por el entonces Ministro de Fomento, José Luis Albareda y Sezde, y tuvo como finalidad fomentar y dar a conocer la industria minera española tanto dentro como fuera del país. Fue decretada en 1882 quedando encargado el proyecto y su ejecución al Estado español, quien nombró presidente de la comisión organizadora a Luis de la Escosura y Morrogh, jefe del cuerpo de Ingenieros de Minas.

## El recinto

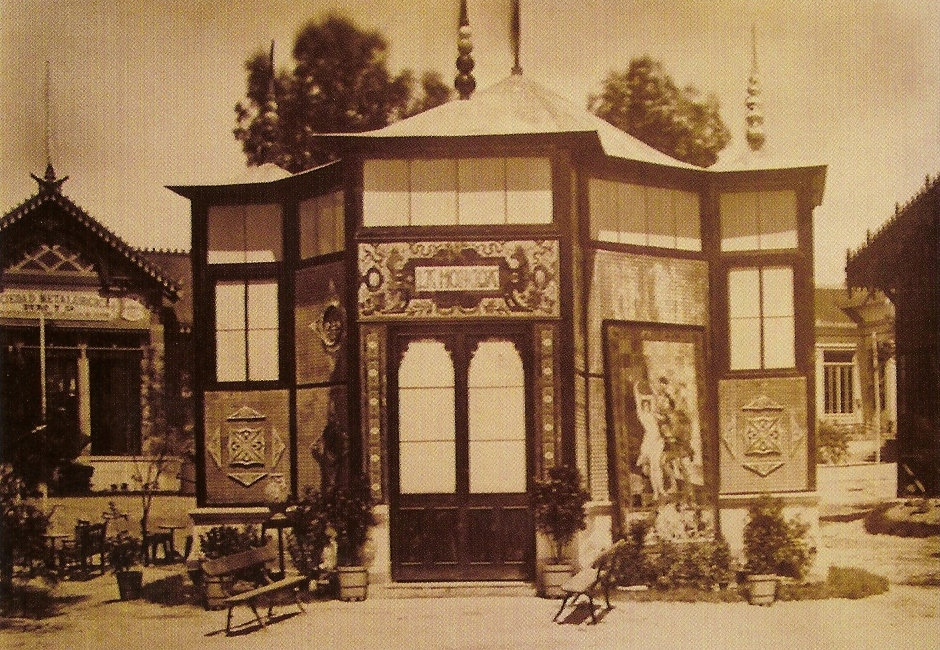
Vista parcial del recinto con el pabellón de la Real Fábrica de La Moncloa en primer plano.

La exposición se desarrolló en un recinto de 9.000 metros superficiales dentro del Campo Grande del Buen Retiro, y estaba situado al mediodía del Estanque de las Campanillas y junto al Paseo de Carruajes y la Casa de Fieras del Retiro. El proyecto fue dirigido por el ingeniero de minas Enrique de Nouvion, que trazó un recinto cerrado con una valla de madera y dos accesos para el público.
La exposición estaba agrupada en una sola zona, rodeada de árboles y vegetación, y sobresalía en el centro el pabellón principal. Junto a este se encontraba un edificio anexo, donde se localizaba la mayor parte de la exposición; el Pabellón Real y el depósito o galería principal de máquinas, y bordeando el conjunto, los pabellones particulares. Fuera del espacio se ubicaban la Colonia de Minas de Orbó, con sus mineros y aparatos de minería.
El pabellón principal estaba separado por una avenida, flanqueada de grandes ranas cerámicas, que conducía a un lago alimentado de una ría. El lago desembocaba en una rocalla con una cascada de cierta altura, y sobre ella se edificó el Pabellón Real. Un segundo lago de menor tamaño conducía el agua a través de otra ría de nuevo al lago grande, cerrando el circuito.
Las condiciones meteorológicas supusieron un gran inconveniente, y los diferentes pabellones tuvieron que construirse bajo nieves, lluvias y vientos, hasta el punto que se cerró la exposición durante los meses de verano para finalizar las obras y volver a abrir la muestra el 8 de septiembre.

## Instalaciones
Pabellón Central o Palacio de Velázquez

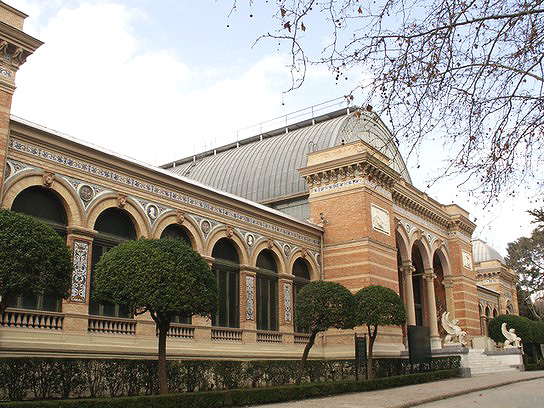
Palacio de Velázquez, pabellón principal de la exposición.

El ministro de fomento encargó al arquitecto Ricardo Velázquez Bosco la construcción del pabellón central de la exposición para la exhibición de las innovaciones tecnológicas de la industria minera, que dio como resultado el edificio que actualmente se conoce como Palacio de Velázquez. 
Fue construido entre los años 1881 y 1883, siguiendo el modelo de Joseph Paxton para Crystal Palace de Londres. Formaron parte del equipo el ingeniero Alberto del Palacio y el ceramista Daniel Zuloaga, quien a través de la Real Fábrica de La Moncloa y con ayuda de su hermano Guillermo, se ocupó de la decoración del edificio, seña de identidad del mismo.
Frente a la escalinata de mármol por la que se accede al palacio, se construyeron varios jardines de estilo inglés, en los que se colocaron varios grupos de banderas nacionales como de los países extranjeros que participaron en la exposición, junto con sus escudos. Una decoración similar se empleó para el resto de edificios de importancia, que además estaban coronados por banderas y decorados con gallardetes y otros adornos.
Pabellón Real
Estaba ubicado sobre la rocalla de la que partía la cascada, y fue construido a modo de mirador. Lucía un aspecto árabe, y estaba rematado por una cúpula dorada que pintaron los alumnos de la Escuela de Arquitectura de Madrid, dirigidos por el arquitecto Velázquez, y que recreaba la cubierta del antiguo palacio de los Reyes de León. Fue uno de los dos edificios que sobrevivieron después de la exposición, y se derribó en los años 1950 por presentar estado de ruina.
Pabellones particulares

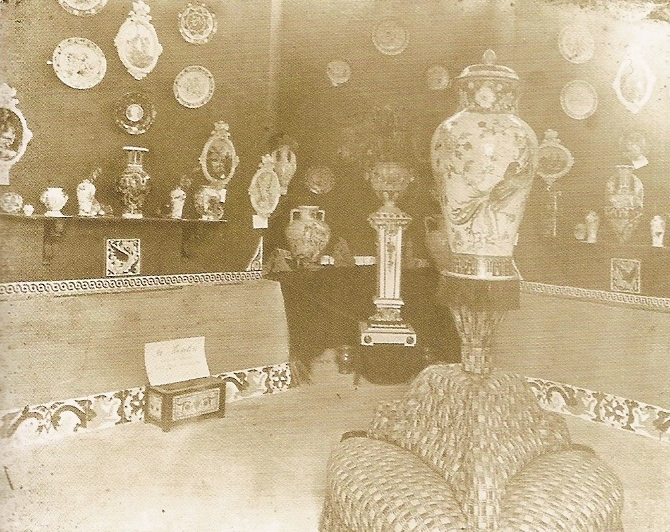
Interior del pabellón de la Real Fábrica de La Moncloa con piezas de Daniel Zuloaga.

La mayor parte de los pabellones particulares eran pequeñas construcciones de madera aisladas unas de otras, y formaban un anfiteatro de línea irregular rodeando el pabellón principal. Entre los asistentes figuraban las sociedades franco-belgas, Ibarra y Orconera (Bilbao), la Sociedad Hullera (Belmez), el cuerpo de Artillería de España, la empresa Humbold, la Real Compañía Asturiana de Minas, el de la Rio Tinto Company Limited (Huelva), las minas de Linares y Almadén y otras con pabellones de mayor tamaño, como la Fábrica de Fundición de Périgord (Francia), que destacó por estar formado con tubos de hierro.
De la industria cerámica, acudieron como expositores la Real Fábrica de La Moncloa (Madrid), la Fábrica de loza La Amistad (Cartagena) y la Fábrica de loza de Mezquita y Falcó (Valdemorillo), siendo la gran ausente la Fábrica de la Cartuja de Sevilla.